# Loka bacteriophora
Loka bacteriophora är en insektsart som beskrevs av Bergevin 1926. Loka bacteriophora ingår i släktet Loka och familjen dvärgstritar. Inga underarter finns listade i Catalogue of Life.